# Ludovico Lodron

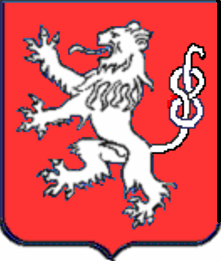
Stemma dei Lodron

Il conte Ludovico Lodron (Storo, 1484 – 12 marzo 1538) è stato un condottiero trentino.

## Biografia
Personaggio di primo piano della nobile famiglia Lodron, nacque nel 1484 a Lodrone di Storo dal conte Parisotto Antonio Lodron detto Paride (1463-1505) e Maria di Brembate. Da giovanissimo abbracciò il mestiere delle armi che percorse quasi per tutta la vita sotto le insegne del cognato Georg von Frundsberg.
Nel 1498 fu dato in ostaggio da Luigi XII di Francia a Ferdinando il Cattolico. Nel 1515 figura nelle investiture feudali di Trento e nel 1516 fu catturato dai veneziani dopo uno scontro a Lodrone.
Il 3 agosto 1523 Ludovico Lodron concesse il "Campo della Muda" di Lodrone per il duello tra Fabrizio Maramaldo e Gian Tomaso Carafa sorto a causa di motivi amorosi. Tra il 1524 e il 1525, partecipò alla guerra d'Italia come luogotenente del conte Federico Zollerm e alla battaglia del 24 febbraio 1525.
Nel 1525, con il cognato Frundsberg e Francesco di Castellalto, represse per ordine del vescovo di Trento, Bernardo Clesio, la rivolta dei contadini scoppiata a Trento e nei suoi territori contro i nobili e l'alto clero.
Nel 1526 seguì Georg von Frundsberg nell'impresa italiana che portò, il 6 maggio del 1527, al "sacco di Roma". La capitolazione della città sottoscritta il 5 giugno tra Filiberto di Chalon e il papa Clemente VII reca la firma di 13 cardinali e anche quella di Lodron. Nel 1529 partecipò alla presa della fortezza di Montichiari e il 24 febbraio 1530 assistette all'incoronazione dell'imperatore Carlo V a Bologna.
Il 10 ottobre 1536, a Trento nel castello del Buonconsiglio, alla presenza del re Ferdinando I d'Asburgo e della regina Anna Jagellone, sposò, con la benedizione del cardinale Bernardo Clesio, la di lui nipote Orsola Cles.
Il suo nome compare in alcuni atti notarili del Comune di Magasa, come coreggente della Contea di Lodrone, per la compravendita di legname e la nomina dei rettori della pieve di San Giovanni Battista di Turano in Valvestino. Il 12 marzo 1538, durante gli scontri con i turchi poi culminati nella Battaglia di Prevesa (settembre), Ludovico fu catturato: decapitato, la sua testa fu portata in trofeo, a Costantinopoli.